# L'Homme de Naples
L'Homme de Naples – en anglais Man from Naples – est un tableau réalisé par le peintre américain Jean-Michel Basquiat en 1982. Exécuté à la peinture acrylique et par collage sur bois, il se présente à la manière d'un mur couvert de graffiti que domine une tête animale rouge. Si elle ressemble à celle d'un âne, celle-ci est en fait celle d'un porc, comme le confirment différentes inscriptions en anglais ou italien renvoyant par exemple au prosciutto. Il s'agit d'une attaque de l'artiste contre son marchand napolitain, qu'il compare à un vendeur de cochons. L'œuvre est conservée au musée Guggenheim de Bilbao, au Pays basque, en Espagne.